# Chaetosphaerellaceae
Chaetosphaerellaceae es una familia de hongos en Ascomycota, clase Sordariomycetes. La familia fue descripta en 2004. Las especies de esta familia tienen una distribución amplia, y se encuentran en regiones templadas y regiones tropicales, donde crecen en forma saprofita sobre madera caída.